# El Desemboque
El Desemboque (Haxöl Iihom en idioma seri) es una localidad del estado mexicano de Sonora y uno de los dos mayores asentamientos de la tribu seri en el estado, junto a la cercana Punta Chueca.
El Desemboque, que recibe la denominación oficial de Desemboque de los Seris (El Desemboque), se localiza aproximadamente a 370 kilómetros al noroeste de la capital de Sonora, la ciudad de Hermosillo, al sur de Puerto Libertad y en la costa del golfo de California, su nombre proviene por estar situada geográficamente en la desembocadura del río San Ignacio, una corriente que proviene del desierto de Sonora, por lo que la mayor parte del año se encuentra seco; sin embargo su nombre en idioma seri significa literalmente "donde están las almejas", y en sus costas abundan las pequeñas almejas de la especie Protothaca grata.
El Desemboque se encuentra localiza en las coordenadas geográficas 29°30′18″N 112°23′44″O / 29.50500, -112.39556 y a una altitud de 10 metros sobre el nivel del mar; originalmente su asentamiento era a unos dos kilómetros al norte del actual, sin embargo hacia la década de 1930 fue relocalizado al punto actual debido a que la zona en que fue asentado ofrece una mejor protección natural para las embarcaciones que los seris utilizan para sus actividades pesqueras. El Desemboque fue durante mucho tiempo el principal asentamiento seri y su centro de actividad política y económica, pero en la década de 1970, la construcción de la carretera que unió Hermosillo con Bahía de Kino propició que la comunidad seri de Punta Chueca, situada más al sur que El Desemboque y por tanto mucho más cercana a Bahía de Kino, aumentara su importancia y se desplazara a El Desemboque económica y políticamente.
El Desemboque es hoy una comunidad dedicada principalmente a la pesca comercial en pequeña escala y la elaboración de productos artesanales, que constituyen sus principales actividades económicas; cuenta con una escuela pública de enseñanza primaria, un centro cultural seri y un hospital pequeño, además sus habitantes forman una de las más antiguas cooperativas pesqueras de México. De acuerdo con los resultados del Conteo de Población y Vivienda de 2005 realizado por el Instituto Nacional de Estadística y Geografía, en El Desemboque habitan un total de 287 personas, siendo 140 hombres y 147 mujeres.